# بیتلز: بازگشت
بیتلز: بازگشت (انگلیسی: The Beatles: Get Back) یک مجموعه مستند محصول سال ۲۰۲۱ به کارگردانی و تهیه کنندگی پیتر جکسون است. این مجموعه عمدتاً با فیلم‌های بلااستفاده و فایل‌های صوتی مستند بگذار باشد (۱۹۷۰) تهیه شده‌است. مجموع مدت زمان آن نزدیک به هشت ساعت است که شامل سه قسمت بین دو تا سه ساعت می‌شود و ساخت آلبوم سال ۱۹۷۰ بیتلز به نام بگذار باشد را در ۲۱ روز در استودیو با گروه بیتلز پوشش می‌دهد که آنها برای آلبوم، کنسرت و پروژه فیلم خود تمرین می‌کنند و با کنسرت ۴۰ دقیقه‌ای روی پشت بام کامل می‌شود.